# 鲁拉
鲁拉（Rura），是印度北方邦Kanpur Dehat县的一个城镇。总人口14381（2001年）。

## 人口
该地2001年总人口14381人，其中男性7668人，女性6713人；0—6岁人口2036人，其中男1093人，女943人；识字率70.36%，其中男性为75.16%，女性为64.89%。